# Rizospastiki Kinisi Sosialdimokratikis Symmachias
Rizospastiki Kinisi Sosialdimokratikis Symmachias (RIKSSY) (griechisch Ριζοσπαστική Κίνηση Σοσιαλδημοκρατικής Συμμαχίας (ΡΙ.Κ.Σ.ΣΥ.) Radikale Bewegung der Sozialdemokratischen Allianz) ist eine sozialdemokratische Partei in Griechenland. Sie wurde am 3. Dezember 2012 von Andreas Loverdos, einem ehemaligen Gesundheitsminister und früheren Mitglied der sozialistischen PASOK-Partei, gegründet.
In der Gründungserklärung wird als Zweck der Parteigründung angegeben:
- Die Förderung der in der Gründungserklärung aufgeführten sozialdemokratischen Ideen.
- Die Organisation von Debatten im ganzen Land für Reflexion und Aktion zu nationalen, politischen, sozialen und kulturellen Themen mit dem Ziel, einen Beitrag zur Konvergenz, Integration und Vereinheitlichung der Kräfte der radikalen sozialen Demokratie, zur Reform der zeitgenössischen europäischen Linken, der demokratisch-progressiven Kräfte der griechischen Gesellschaft mit dem Ziel der Schaffung einer politischen Einheit zu leisten.
- Koordination des Vorgehens mit anderen ähnlichen Bewegungen, Organisationen, Netzwerken und Einzelpersonen des Landes, die auf das Bedürfnis der Bürger zu kollektivem Handeln mit aktiver Präsenz als notwendiger und hinreichender Bedingung für die Erreichung der gemeinsamen Ziele eingehen.